# Partido Nacional dos Aposentados
Partido Nacional dos Aposentados foi uma sigla partidária brasileira que disputou sob registro provisório as eleições municipais do ano de 1988, sendo extinto logo em seguida. Utilizou o número 48.